# 카바페넴

카바페넴의 골격 구조.

카바페넴(carbapenems)은 여러 가지 세균 감염을 치료하는 데에 흔히 쓰이는 아주 효과적인 항생제 클래스이다. 카바페넴은 다제내성이 있거나 있다고 의심되는 세균 감염을 치료하기 위해 보통 남겨 놓는 항생제이다. 페니실린이나 세팔로스포린과 비슷하게 카바페넴은 베타-락탐 계열 항생제의 일종으로, 베타-락탐 계열의 항생제들은 페니실린 결합 단백질에 결합하여 세균의 세포벽 합성을 억제하는 방식으로 작용한다. 그러나 카바페넴은 대부분의 세팔로스포린이나 페니실린 계열 항생제와 비교했을 때 더 광범위한 스펙트럼의 세균에 대항할 수 있다. 또한 카바페넴은 일반적으로 다른 베타-락탐 계열 항생제와 비교했을 때 항생제 내성의 영향을 덜 받고 있다.
본래 카바페넴 계열 항생제를 처음 개발한 것은 MSD로, 스트렙토미세스 캐틀야(Streptomyces cattleya)에서 자연적으로 유래한 산물인 티에나마이신이 최초이다. 카바페넴 내성을 가진 폐렴막대균(Klebsiella pneumoniae) 균주나 다른 카바페넴 내성 장내세균(CRE) 감염을 치료하는 데에는 치료 방법이 거의 없기 때문에, 최근 카바페넴에 대한 내성 비율이 점차 증가하는 점에 대해 우려가 제기되고 있다.

## 의학적 사용

### 복강내 감염
카바페넴 항생제의 일종인 에르타페넴은 미국 감염병학회에서 경도~중등도 지역사회 획득 복강내 감염의 일차 치료제로 권장하는 여러 약물 중 하나이다. 도리페넴, 이미페넴, 메로페넴 등 녹농균에 대한 항균 능력을 가지는 약제는 이 같은 경우 권장되지 않는다. 도리페넴, 이미페넴, 메로페넴은 고위험군의 지역사회 획득 복강내 감염 또는 원내감염으로 발생한 복강내 감염 환자에게 권장된다.

### 복합 요로감염증
2015년의 체계적 문헌고찰 연구에서는 복합 요로감염증에 대한 최선의 항생제 요법을 확인하는 근거는 거의 얻지 못하였으나, 레보플록사신 내성 대장균에 감염된 환자를 포함한 환자들에서 도리페넴을 이용하였을 때 높은 치료율을 보인다는 고품질의 임상시험 결과를 확인하였다.

### 폐렴
이미페넴과 메로페넴은 미국 흉부학회와 미국 감염병학회에서 후기 발병 병원감염성폐렴이나 기계환기폐렴 환자, 특히 의심되는 병원균이 슈도모나스, 아시네토박터, 광범위 베타-락타메이스를 생산하는 장내세균일 때 일차 치료제로 권장하는 여러 약물 중 하나이다. 일반적으로 슈도모나스 감염에 대해서는 아미노글리코사이드와 혼합하여 치료하는 것이 권장되는데, 이는 치료 도중 세균이 항생제에 대한 내성을 얻는 것을 피하기 위해서이다.
카바페넴은 지역사회획득 폐렴에서는 덜 사용되는데, 이는 지역사회에서 폐렴을 유발하는 흔한 병원균인 폐렴구균, 헤모필루스 인플루엔자, 각종 비정형균, 장내세균 등이 플루오로퀴놀론, 아목시실린, 아지트로마이신 등 더 좁은 스펙트럼을 가지거나 경구 투여 가능한 항생제에도 감수성을 보이기 때문이다. 이미페넴과 메로페넴은 녹농균 감염이 의심되는 경우에 유용하다.

### 혈류 감염
2015년의 메타분석에서는 녹농균에 항균 활성을 보이는 페니실린과 베타-락타메이스 억제제의 복합제제인 피페라실린/타조박탐이 패혈증 환자에서 카바페넴과 동일한 수준의 치료 효과를 낸다고 결론 내렸다. 2015년 영국 국립보건임상연구소(NICE)에서는 피페라실린/타조박탐을 호중구감소증이 있는 암 환자의 혈류 감염에서 일차 치료제로 권장하게 되었다.
한편 혈류 감염의 원인균이 광범위 베타-락타메이스를 만드는 장내세균과에 의한 것이라고 알고 있다면 카바페넴이 다른 대안들보다 우월하다.

## 금기증
이전에 베타-락탐 계열 항생제에 대한 알레르기를 보였던 환자에게는 카바페넴을 사용해서는 안된다. 또한 에르타페넴과 이미페넴의 근육 주사용 제형은 리도카인과 함께 제제화되므로, 이전에 리도카인에 대한 부작용을 보였던 환자에게는 근주용 에르타페넴과 이미페넴을 사용하지 않는다. 한편 카바페넴은 발작 치료용으로 발프로산을 사용 중인 환자에서도 금기인데, 이는 카바페넴이 발프로산 농도를 90%까지 감소시킨다고 밝혀져 있기 때문이다.

## 부작용
중증의 치명적인 알레르기 반응이 간혹 나타나기도 한다. 이미페넴과 메로페넴의 경우 발작이 용량 제한 독성으로 나타난다. 카바페넴이나 다른 광범위 항생제로 치료 받은 환자에서 클로스트리디움 디피실 연관 설사가 발생할 수도 있다. 페니실린 알레르기가 있는 환자는 카바페넴에 대해서도 교차 과민성을 보이기도 한다.

## 같이 보기
- 항생제 내성